# 表皮 (皮膚)
表皮是人和动物皮肤的外层，由胚胎时期外胚层形成。
在多细胞无脊椎动物，一般为单层细胞，其表面有细胞分泌的角质膜或外骨骼，起到保护作用，如蠕虫的角质膜和节肢动物的外骨骼。原索动物如文昌鱼的表皮仍为单层细胞。脊椎动物则都为复层上皮组织，通常水生脊椎动物只有几层生发层，陆生脊椎动物由于适应陆生环境，最外面的表皮细胞分化出角质层，起到保护和防止体液丢失。
表皮由角质层、透明层、颗粒层、棘层和基底層所组成，内无血管，但有游离神经末稍。

## 角質層
表皮的最外部分，稱為角質層（Stratum corneum）。它是從表皮的最底的基底層進行末端分化的過程慢慢被推擠上來形成角質細胞，一個循環為14天。

## 透明層
角質層下面即是所謂的透明層（Stratum lucidum），它位於顆粒層和角質層之間，通過光學顯微鏡可以看到半透明的細胞外觀而得名，但是這層只存在於較厚的皮膚中，身體的手掌和腳掌可以找到它，其他的薄皮膚並沒有這一層。

## 顆粒層
薄皮膚（除了腳掌與手掌外），角質層下即是顆粒層（Stratum granulosum）即位於棘狀層之上，顆粒細胞富含組氨酸和半胱氨酸的蛋白質，這些蛋白質會將角蛋白絲結合在一起同時產生富含脂質的層狀體，這些疏水的脂質層能防止水分跟天然保濕因子（natural moisturizing factors，簡稱NMF）流失。

## 棘层
棘层（Stratum Spinosum）是從基底層中的細胞分裂而成，該層細胞因人在使用H＆E染色時造成橋粒之間的微絲的收縮而看起來”多刺”而得名，但未染色時棘狀層細胞的外觀並非如此。

## 基底層
基底細胞層（Stratum Basale）為最裡面的表皮層由圓柱形細胞整齊排列而成，將表皮組織黏結真皮組織的一層薄膜，又稱基底膜。
- 指紋是在胎兒生長過程中，位在基底層細胞與真皮層中的乳頭層的乳突相交之處，隨著基底層細胞會快速的增殖，稱之為嵴形成，當最初紋線（Primary Ridge）形成後，即使隨著身體的增長，紋線只會不斷擴大，但型態不會改變。
- 原位癌（又稱零期癌症）為未穿越基底膜的惡性腫瘤（細胞）。基底膜藉由基質黏著分子，將上皮組織固定於疏鬆結締組織之上，這層物理性的屏障，能防止惡性腫瘤細胞直接侵入其他組織。
- 基底膜主要組成為第四型膠原蛋白，是一個半滲透膜結構，可以防止微生物與大分子滲入真皮層，提供屏障且固定構造。